# NBA Live 2005
NBA Live 2005 är ett basketspel i NBA Live-serien. Spelomslaget pryds av Carmelo Anthony, som då spelade för Denver Nuggets. Spelet utvecklades av EA Sports, och släpptes i Nordamerika den 28 september 2004.

## Soundtrack
The NBA Live 2005 soundtrack was:
- Will.I.Am. - "Go!"
- The D.O.C. - "Mind Blowin'"
- Lloyd Banks & Young Buck - "Me Against You"
- Dirtbag - "Here We Go"
- Stat Quo - "The Best"
- Don Yute - "Dem Gals (NBA Live 2005 Mix)"
- MC Lyte - "My Main Aim"
- Nomb - "Carolina Pride"
- Bump J - "We Don't Play No Games"
- Murphy Lee featuring Jazze Pha & Jody Breeze - "It's In Da Game"
- Pete Rock featuring Kardinal Offishall - "Warzone (NBA Live 2005 Mix)"
- Brand New Heavies - "Jump 'N Move"
- Wylde Bunch - "Our Lyfe"
- Joell Ortiz - "Mean Business"[2]

### Fotnoter
1. ↑  Andrew Begley. ”Wade one of NBA Live's most successful cover players” (på engelska). NBA Live. http://www.nba-live.com/wayback-wednesday-wade-one-of-nba-lives-most-successful-cover-players/. Läst 20 maj 2014.